# Peter Englund

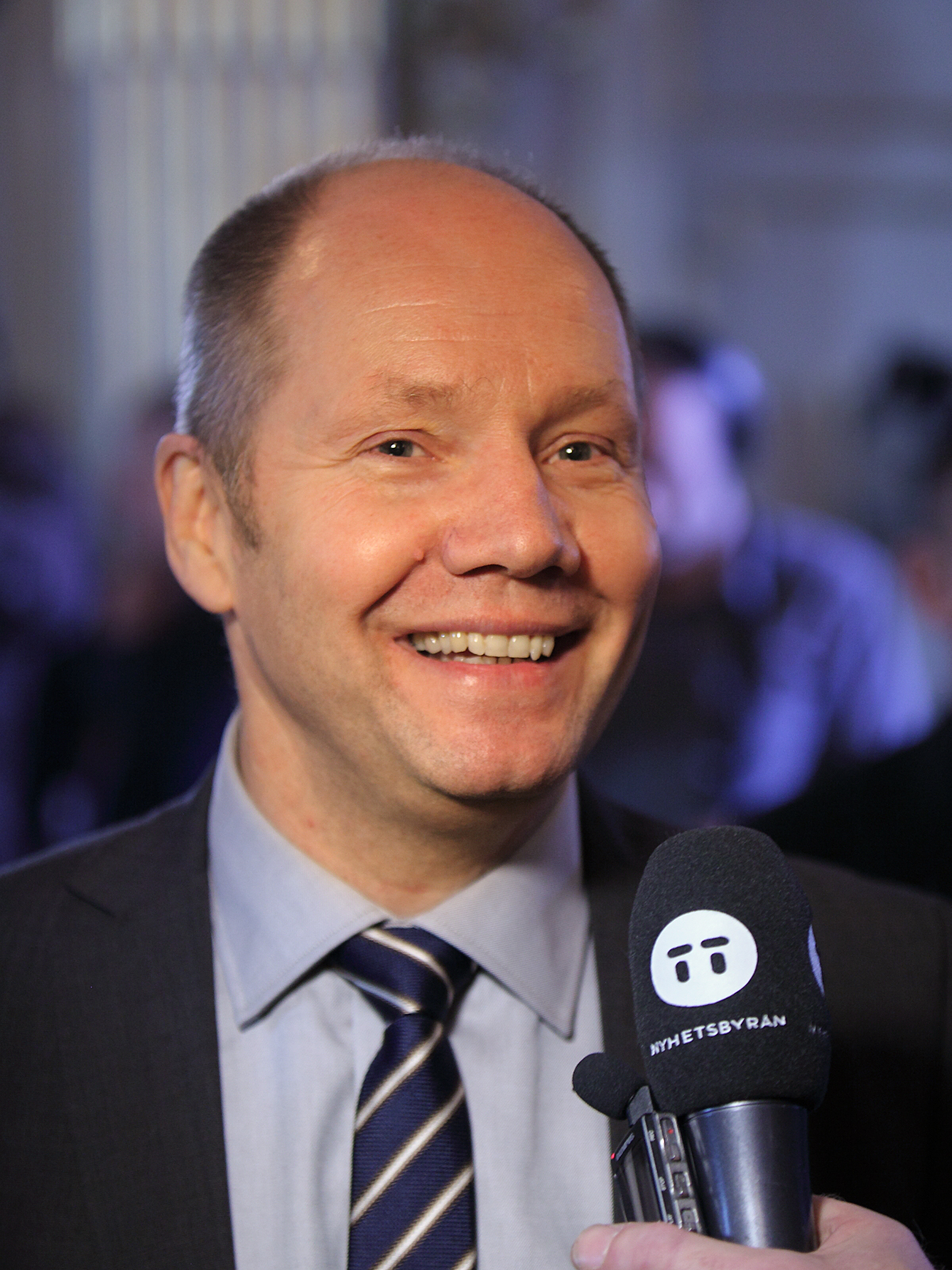
Peter Englund 2013.

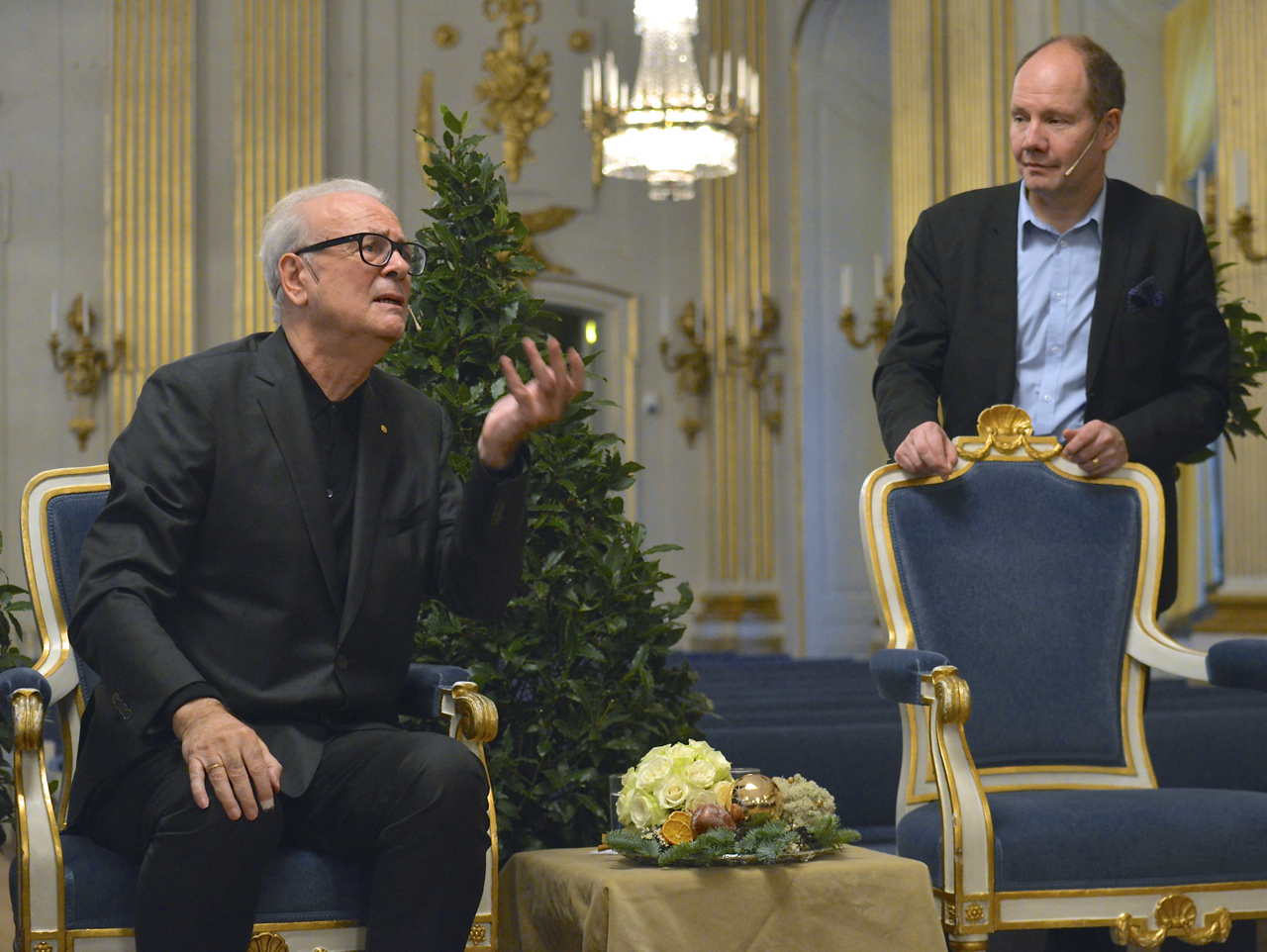
Patrick Modiano und Peter Englund 2014.

Peter Englund (Aussprache [ˌpeːtəɹ ˈɛŋːlɵnd], * 4. April 1957 in Boden, Norrbottens län, Schweden) ist ein schwedischer Historiker und Schriftsteller. Seit 2002 ist er Mitglied der Svenska Akademien, von 2009 bis 2015 war er deren ständiger Sekretär. Seine Nachfolgerin war die Literaturwissenschaftlerin Sara Danius.

## Werdegang
Englund  wurde 1957 in Boden geboren und wuchs dort auf. In seiner Jugend war er Mitglied der Jugendorganisation der schwedischen Sozialdemokraten und einer trotzkistischen Vereinigung. Nach Abitur und Wehrdienst studierte er von 1980 bis 1983 an der Universität Uppsala Archäologie, theoretische Philosophie und Geschichte und schloss mit dem Bachelor ab.
Nach seinem Studium war Englund als Analyst beim Nachrichtendienst der schwedischen Armee tätig und publizierte einen Bestseller über die Schlacht bei Poltawa. 
1989 wurde er mit der Arbeit Det hotade huset, einer Untersuchung zum Weltbild des schwedischen Adels des 17. Jahrhunderts, promoviert.
Nach seiner Promotion war er als Journalist für die Zeitung Expressen u. a. Korrespondent in den Kriegs- und Krisengebieten Kroatien, Bosnien, Afghanistan und Irak tätig. Daneben schrieb Englund erfolgreiche historische Bücher und Essaysammlungen, gab eine Literaturzeitschrift heraus und war Drehbuchautor und Kommentator verschiedener historischer Dokumentationen im schwedischen Fernsehen. Seine verständliche und publikumstaugliche Sprache brachten Englund den Ruf ein, der „vermutlich bekannteste promovierte Historiker in Schweden“ zu sein.
2001 bekam Englund einen Lehrauftrag als Professor für historische Narratologie am Dramatischen Institut Stockholm. 2002 wurde er als Nachfolger des Historikers Erik Lönnroth auf den Platz 10 (von 18 nummerierten Plätzen ohne hierarchische Reihenfolge) der Mitglieder der Svenska Akademien gewählt; am 1. Juni 2009 übernahm er von Horace Engdahl das Amt des Ständigen Sekretärs der Akademie. Am 31. Mai 2015 gab er dieses Amt wieder ab.

## Auszeichnungen (Auswahl)
- 1993 August-Preis für Ofredsår
- 2000 Lotten-von-Kræmer-Preis
- 2002 Selma-Lagerlöf-Preis

## Werkauswahl
- Poltava (Poltava), 1988
- Det hotade huset (Das bedrohte Haus), Dissertation, 1989
- Förflutenhetens landskap (Reisen in die Landschaft der Vergangenheit ), 1991
- Ofredsår (Die Verwüstung Deutschlands), 1993
- Brev från nollpunkten (Briefe aus dem Nullpunkt), 1996
- Den oövervinnerlige (Der Unüberwindbare), 2000
- Tystnadens historia (Geschichte der Stille), 2004
- Stridens skönhet och sorg, 2008
  - deutsch von Wolfgang Butt: Schönheit und Schrecken: Eine Geschichte des Ersten Weltkriegs, erzählt in neunzehn Schicksalen. Rowohlt, Berlin 2011, ISBN 978-3-87134-670-5, Bundeszentrale für Politische Bildung, Bonn 2012, ISBN 978-3-8389-0218-0
- Söndagsvägen, 2020
- Onda nätters drömmar, 2022
  - deutsch von Susanne Dahmann: Momentum. November 1942 – wie sich das Schicksal der Welt entschied. Rowohlt, Berlin 2022, ISBN 978-3-7371-0015-1.